# Songgenwula
Songgenwula (kinesiska: 松根乌拉, 松根乌拉苏木) är en socken i Kina. Den ligger i den autonoma regionen Inre Mongoliet, i den norra delen av landet, omkring 610 kilometer nordost om regionhuvudstaden Hohhot.
Genomsnittlig årsnederbörd är 483 millimeter. Den regnigaste månaden är juli, med i genomsnitt 122 mm nederbörd, och den torraste är januari, med 5 mm nederbörd.